# Polo pe apă la Jocurile Olimpice de vară din 2024

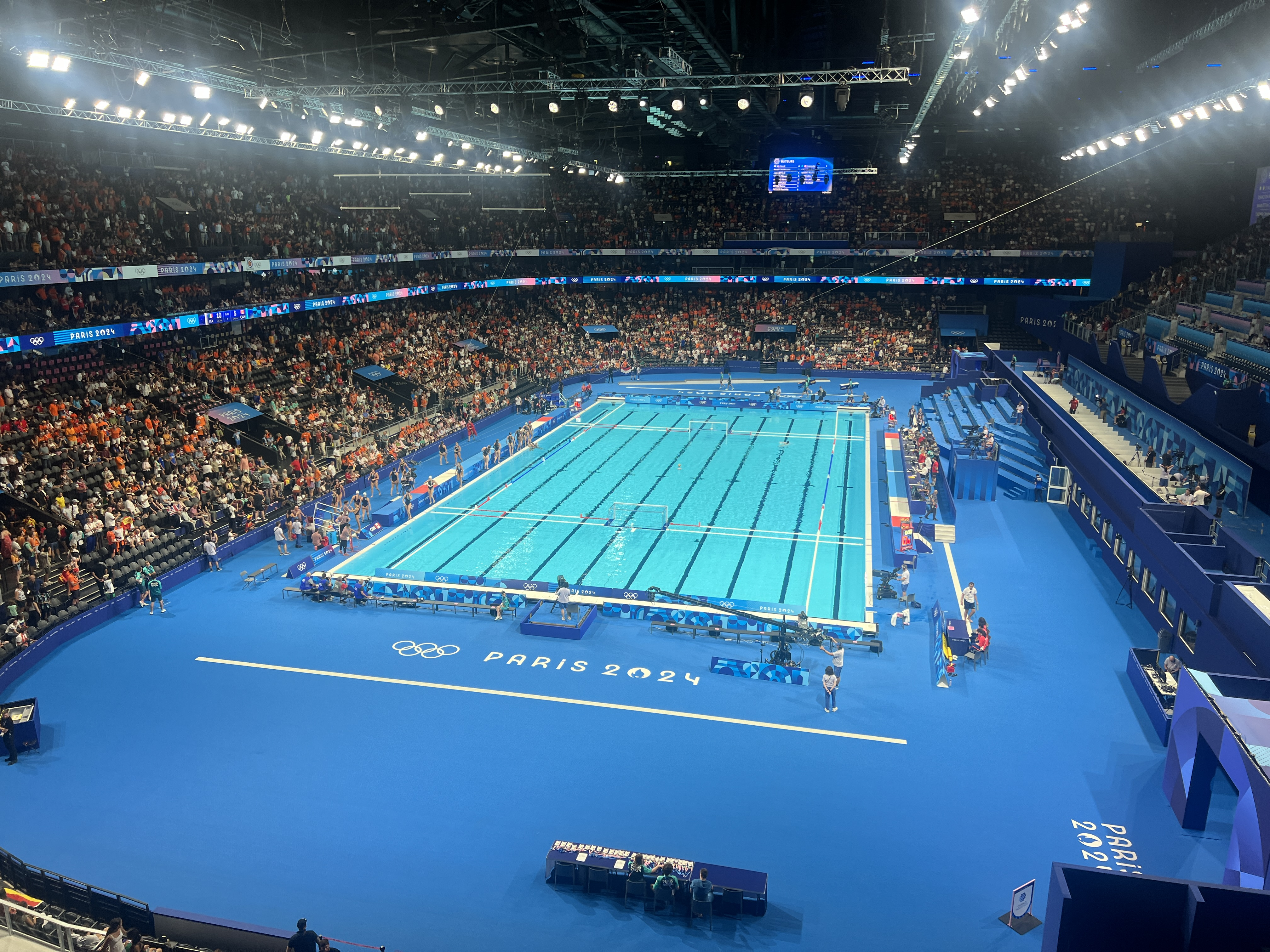
Paris La Défense Arena

Probele sportive de polo pe apă la Jocurile Olimpice de vară din 2024 s-au desfășurat în perioada 27 iulie - 11 august 2024. Douăsprezece echipe au concurat în turneul masculin și zece în turneul feminin. Meciurile au avut loc la Centre aquatique olympique din Paris și la Paris La Défense Arena din Nanterre.

## Medaliați
| Event            | Aur | Argint | Bronz |
| Masculin Detalii | Serbia · Radoslav Filipović · Dušan Mandić · Strahinja Rašović · Sava Ranđelović · Miloš Ćuk · Nikola Dedović · Radomir Drašović · Nikola Jakšić · Nemanja Ubović · Nemanja Vico · Petar Jakšić · Viktor Rašović · Vladimir Mišović | Croația · Marko Bijač · Rino Burić · Loren Fatović · Luka Lončar · Maro Joković · Luka Bukić · Ante Vukičević · Marko Žuvela · Jerko Marinić Kragić · Josip Vrlić · Matias Biljaka · Konstantin Kharkov · Toni Popadić              | Statele Unite ale Americii · Alex Bowen · Luca Cupido · Hannes Daube · Chase Dodd · Ryder Dodd · Ben Hallock · Drew Holland · Johnny Hooper · Max Irving · Alex Obert · Marko Vavic · Adrian Weinberg · Dylan Woodhead                      |
| Feminin Detalii  | Spania · Paula Camus · Paula Crespí · Anni Espar · Laura Ester · Judith Forca · Maica García Godoy · Paula Leitón · Beatriz Ortiz · Pili Peña · Nona Pérez · Isabel Piralkova · Elena Ruiz · Martina Terré                          | Australia · Abby Andrews · Charlize Andrews · Zoe Arancini · Elle Armit · Keesja Gofers · Sienna Green · Bronte Halligan · Sienna Hearn · Danijela Jackovich · Matilda Kearns · Genevieve Longman · Gabriella Palm · Alice Williams | Olanda · Laura Aarts · Sarah Buis · Kitty-Lynn Joustra · Maartje Keuning · Lola Moolhuijzen · Bente Rogge · Lieke Rogge · Vivian Sevenich · Brigitte Sleeking · Nina ten Broek · Simone van de Kraats · Sabrina van der Sloot · Iris Wolves |

## Clasament pe medalii
| Loc   | Țară                       | Aur | Argint | Bronz | Total |
| ----- | -------------------------- | --- | ------ | ----- | ----- |
| 1     | Serbia                     | 1   | –      | –     | 1     |
| 1     | Spania                     | 1   | –      | –     | 1     |
| 3     | Australia                  | –   | 1      | –     | 1     |
| 3     | Croația                    | –   | 1      | –     | 1     |
| 5     | Olanda                     | –   | –      | 1     | 1     |
| 5     | Statele Unite ale Americii | –   | –      | 1     | 1     |
| Total | Total                      | 2   | 2      | 2     | 6     |